# 磷化物

Cu_{3}P结构的球棍模型（Cu:橙色；P:紫色）

磷化物是一类含有磷阴离子（如P3−）的化合物。几乎所有的金属都能形成磷化物，这些磷化物有着很多种类型的结构。Hg、Te和Po不能形成稳定的磷化物。
膦的金属衍生物，如KPH2、PtP2H2也是已知的。

## 结构
磷化物有离子型的和分子型的。多磷化物中，磷可以以链状、笼状等原子簇的形式存在。

## 应用
磷化铝、磷化锌可以被用作熏蒸剂。
磷化镍（Ni2P）有较高的HDN、HDS催化活性，可用作催化剂。
三(三甲基硅基)膦（[(CH3)3Si]3P）可用于合成其它磷化物。